# Кровоносні судини

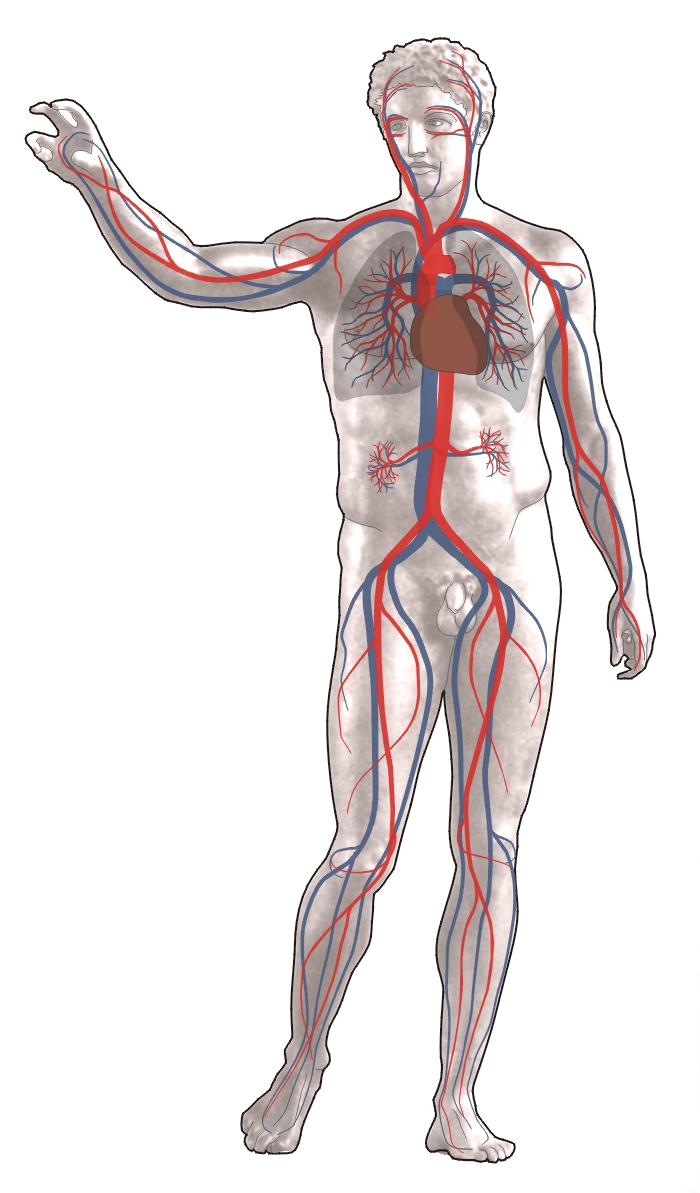
Основні кровоносні судини чоловіка

Кровоно́сні суди́ни (лат. vasa sanguinea) — складові серцево-судинної системи, які забезпечують швидке доправлення крові до усіх органів тіла людини, забезпечуючи обмін речовин між кров'ю та навколишніми тканинами. Вивчення кровоносних судин, нарівні з лімфатичними, здійснює розділ медицини — ангіологія.
Кровоносні судини утворюють:
- Макроциркуляторне русло — по якому кров рухається від серця до органів і повертається до серця; охоплює артеріальні судини і венозні судини.
- Мікроциркуляторне русло — розташоване в органах, що забезпечує обмін речовин між кров'ю та навколишніми тканинами; охоплює капіляри, артеріоли, венули і артеріовенулярні анастомози.

## Класифікація
За будовою та функцією:
- Артерії
- Вени
- Артеріоли (прекапіляри)
- Капіляри
- Венули (посткапіляри)
- Лімфатичні судини (хоч це й окрема система, нормальне функціонування кровоносної системи (в тому числі кровоносних судин) неможливе без лімфи)

## Загальна будова

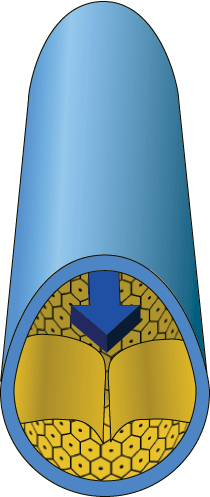
Показ клапанної будови вен

Виконання кровоносними судинами загальної транспортної функції, проявляється в подібному плані будови судин макроциркуляторного русла. Стінка судини складається з трьох оболонокКровоносні судини [Архівовано 5 грудня 2020 у Wayback Machine.] :
- внутрішньої — представлена ендотелієм (одношаровий плоский епітелій), який побудований з витягнутих ендотеліоцитів, розташованих на базальній мембрані, та підендотеліального шару, в основі якого лежить пухка волокниста сполучна тканина;
- середньої — складається з циркулярних пучків гладеньких м'язових клітин із прошарками еластичних волокон;
- зовнішньої — представлена пухкою волокнистою сполучною тканиною, яка містить дуже багато кровоносних судин і нервових волокон.

Будова стінки судини залежить від гемодинамічних умов: швидкості кровотоку, об'єму та тиску крові. Для артерій розташованих близько до серця, притаманно переважання еластичних елементів, які здатні протидіяти високим гемодинамічним показникам. В міру віддалення від серця гемодинамічні величини знижуються, зменшується калібр судин і в їх стінках збільшується кількість м'язових елементів, які здатні створювати додаткову силу для проштовхування крові в мережу найдрібніших судин.

### Артерії, вени та капіляри
Артерії та вени мають три шари. Середній шар в артеріях товщій, ніж у венах:    
Внутрішній шар (tunica intima), є найтоншим шаром. Це одиничний шар пласких клітин (простий плаский епітелій), склеєний полісахаридним міжклітинним матриксом, оточений тонким шаром субендотеліальної сполучної тканини, переплетеної великою кількістю еластичних смуг, розташованих по колу, які називаються внутрішньою еластичною плівкою. Тонка плівка з пружних волокон у внутрішній оболонці проходить вздовж судини.    
Середній шар оболонки — найгрубіший шар в артеріях. Він складається з еластичного волокна, розташованого по колу, сполучної тканини, полісахаридних речовин, другий і третій шари розділені іншою товстою пружною оболонкою, яка називається зовнішньою еластичною плівкою. Середовище оболонки (особливо в артеріях) може бути багатим на гладенькі м'язи, які керують просвітом судин. Вени, не мають зовнішню еластичну плівку, а лише внутрішню. Середня оболонка в артеріях товща, ніж у венах.    
Зовнішній шар — (tunica adventitia) адвентиційна оболонка, є найтовщим шаром у венах. Вона повністю складається зі сполучної тканини і також містить нерви, що живлять судину, та поживні капіляри (vasa vasorum) у більших судинах. 
Капіляри складаються з одного шару ендотеліальних клітин з опорним субендотелієм, який містить базальну плівку та сполучну тканину. 
Коли кровоносні судини з'єднуються, утворюючи область розсіяного кровопостачання, це називається анастомозом. Анастомози забезпечують найважливіші допоміжні шляхи течії крові у разі закоркування судин. 
Вени ніг мають клапани,  які запобігають зворотному потоку крові, що перекачується проти сили тяжіння навколишніми м'язами. 

### Зміна розміру судин
Розмір кровоносних судин дуже різний. Їх діаметр коливається від 25 міліметрів для аорти до всього 8 мікрометрів в капілярах. Це приблизно 3000-кратний розбіг.
Артерії — і певною мірою вени — можуть зменшувати або збільшувати власний внутрішній діаметр внаслідок скорочення м'язового шару. Це змінює кровотік до нижчих 

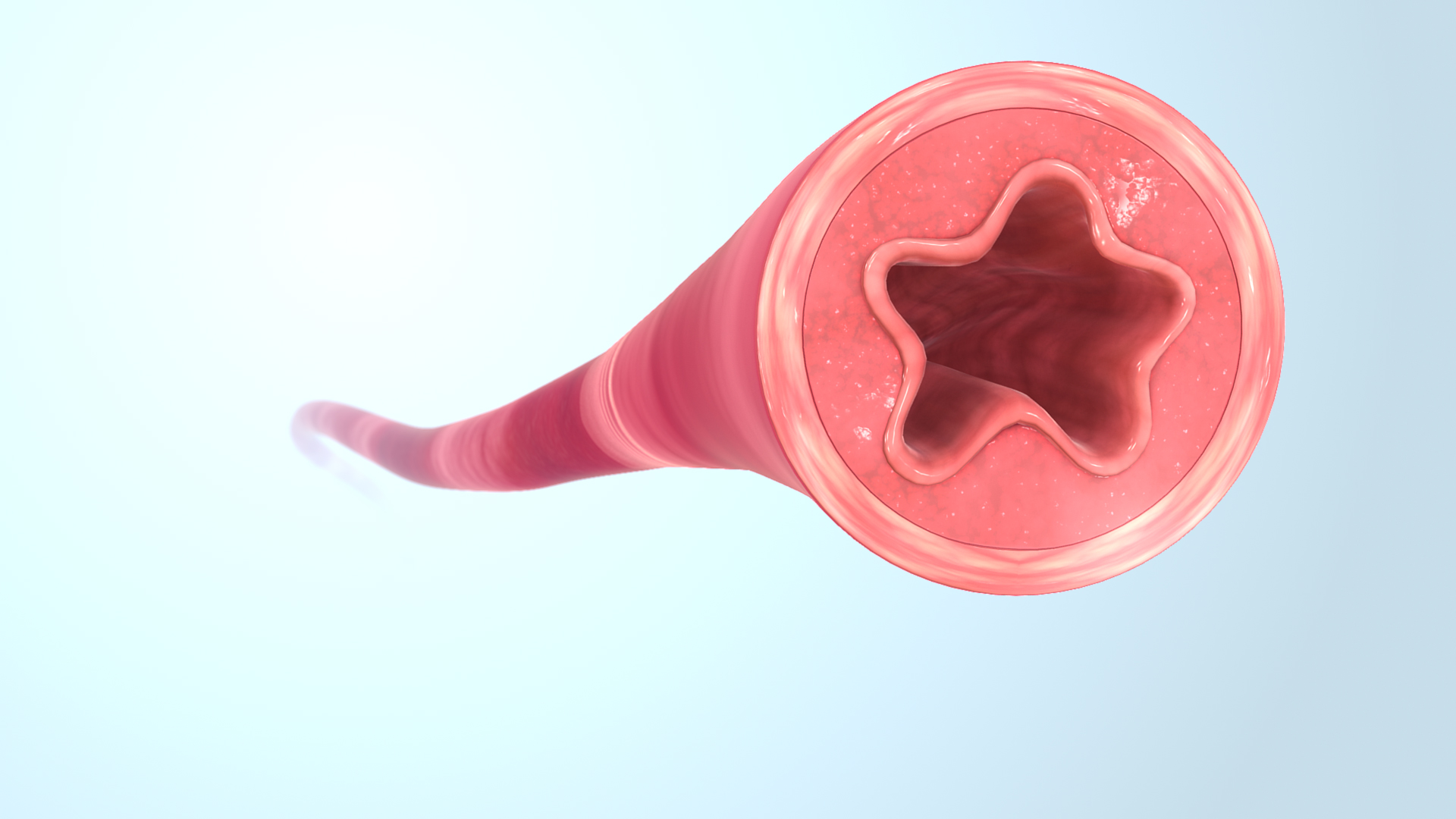
Звужена судина

органів і визначається автономною нервовою системою. Розширення (вазодилатація) і звуження (вазоконстрикція) судин також використовуються організмом антагоністично як способи терморегуляції.
Вазоконстрикція — звуження кровоносних судин (зменшення просвіту чи площі поперечного перерізу) внаслідок скорочення гладеньких м'язів в стінках судин, регулюється судинозвужувальними засобами (агентами, що викликають звуження судин). До них відносяться паракринні чинники (наприклад, простагландини), низка гормонів (наприклад, вазопресин і ангіотензин) і нейротрансмітери (наприклад, адреналін) нервової системи.
Вазодилатація — подібний процес, але розширення кровоносних судин, який здійснюється посередниками, що діють антагоністично. Найвидатнішим судинорозширювальним засобом, є оксид азоту (з цієї причини його називають розслаблювальним чинником ендотелію).

## Походження
Судини ссавців у ембріональному розвитку мають мезодермне походження. Процес появи нових судин з клітин попередників називається васкулогенез. Процес росту й галуження судин називають ангіогенезом.

## Захворювання судин
- Газова емболія
- Тромбоз
- Атеросклероз
- Облітеруючий тромбангіїт
- Тромбофлебіт
- Варикоз